# Sutton Valence
Sutton Valence är en ort och civil parish i grevskapet Kent i sydöstra England. Orten ligger i distriktet Maidstone, cirka 8 kilometer sydost om Maidstone. Tätorten (built-up area) hade 1 461 invånare vid folkräkningen år 2021.
I den östra delen av orten ligger ruinerna efter Sutton Valence Castle.